# 林翔太 (ボクサー)
林 翔太（はやし しょうた、1987年11月24日 - ）は、日本のプロボクサー、男性。第60代日本フェザー級王者。

## 来歴
2015年10月12日、後楽園ホールで日本スーパーフェザー級12位で元日本フェザー級王者の梅津宏治と58.0キロ8回戦で対戦し、7回0分51秒TKO勝ちを収めた。
2016年9月24日、名古屋国際会議場で日本フェザー級6位の上野則之と日本フェザー級王座決定戦を行い、10回3-0（98-92×3）の判定勝ちを収め、王座を獲得した。
2016年12月31日、岐阜メモリアルセンターで愛ドームで元WBA世界スーパーバンタム級チャンピオンの下田昭文と日本フェザー級タイトルマッチで対戦し、10回3-0（95-94×2、97-94）の判定勝ちを収め、初防衛に成功した。
2017年4月23日に刈谷市産業振興センターあいおいホールで日本フェザー級1位の坂晃典と日本フェザー級タイトルマッチを行い、3回2分50秒TKO負けを喫し、王座を失った。
2017年11月26日にフィリピンのボホール島でマーク・マグサヨとWBOインターナショナルフェザー級タイトルマッチを行い、12R判定0-3(112-116×3)で敗れた。

## 戦績
- プロボクシング：39戦31勝（22KO）8敗

## 獲得タイトル
- 2007年中日本フェザー級新人王(MVP)
- 第60代日本フェザー級王者（防衛1）